# Syllis nigriscens
Syllis nigriscens är en ringmaskart som beskrevs av Grube 1878. Syllis nigriscens ingår i släktet Syllis och familjen Syllidae. Inga underarter finns listade i Catalogue of Life.